# Asad Asad
Asad Asad (hebrejsky אסעד אסעד, As'ad As'ad, arabsky أسعد أسعد) je izraelský politik a bývalý poslanec Knesetu za stranu Likud.

## Biografie
Narodil se 10. února 1944 v obci Bejt Džan. Sloužil v izraelské armádě, kde dosáhl hodnosti plukovníka (Aluf Mišne). Vystudoval v bakalářském programu politologii a dějiny Blízkého východu na Haifské univerzitě. Pracoval jako profesionální voják. Hovoří arabsky a anglicky. Je členem komunity izraelských Drúzů.

## Politická dráha
Působil jako člen izraelské delegace při OSN, byl poradcem premiéra v drúzských otázkách a členem izraelské delegace na mírových rozhovorech v Madridu.
V izraelském parlamentu zasedl po volbách v roce 1992, do nichž šel za Likud. Byl členem výboru pro vzdělávání a kulturu, výboru práce a sociálních věcí, výboru pro drogové závislosti, výboru pro záležitosti vnitra a životního prostředí a výboru pro jmenování drúzských soudců. Ve volbách v roce 1996 nebyl zvolen.